# Баландинська сільська громада
Бала́ндинська сільська об'єднана територіальна громада — колишня об'єднана територіальна громада в Україні, в Кам'янському районі Черкаської області. Адміністративний центр — село Баландине.
Площа громади — 112,32 км², населення — 1887 мешканців (2018).
Утворена шляхом об'єднання Баландинської, Катеринівської, Коханівської та Радиванівської сільських рад Кам'янського району. Перші вибори відбулись 23 грудня 2018 року.
2020 року включена до складу Кам'янської міської громади.

## Склад
До складу громади входять:
| Населений пункт      | Населення, осіб (1989) | Населення, осіб (2001) |
| -------------------- | ---------------------- | ---------------------- |
| Баландине, село      | 1219                   | 1070                   |
| Богданівське, селище | 52                     | 31                     |
| Катеринівка, село    | 601                    | 541                    |
| Коханівка, село      | 307                    | 257                    |
| Олянине, село        | 205                    | 161                    |
| Радиванівка, село    | 639                    | 524                    |

## Природно-заповідний фонд
На землях громади розташовано ботанічний заказник місцевого значення Грушевий яр.